# Cascade d'Ars
La cascade d'Ars (ou d'Arse) est une cascade naturelle des Pyrénées située dans le Couserans en Ariège, à 1 380 m d'altitude. Elle est dans le périmètre du parc naturel régional des Pyrénées ariégeoises.

## Étymologie
Ars (ou Arse) dérive de Hars (ou Hartz ou Hers), qui signifiait montagne.

## Situation
Située sur la commune d'Aulus-les-Bains, au fond de la vallée du Garbet, la chute d'eau est située à mi-parcours de l'Arse, rivière qui a sa source au pied du pic de Turguilla (2 527 m) sur la frontière franco-espagnole et qui se jette dans le Garbet à Aulus-les-Bains.

## Accès
On accède à la cascade en 90 minutes de marche à partir de la D 8, au départ d'Aulus-les-Bains vers le col de Latrape. Au premier virage en épingle, une piste forestière s'élève entre forêt et pâturage. On franchit ensuite la passerelle de l'Artigou (1 060 m) puis on longe la rive droite de l'Arse jusqu'au pied de la chute d'eau. La randonnée peut être effectuée par une boucle avec un passage par l'étang de Guzet (1 458 m) en empruntant une partie du GR10.

## Description
La cascade est constituée d'une chute de 100 m suivie d'une chevelure de multiples cascadelles qui se regroupent pour former une dernière cascade. 
Haute de 246 mètres, elle est une des plus pittoresques et imposantes des Pyrénées. Le comte Henry Russell, célèbre pyrénéiste du XIXe siècle, la plaçait en tête de toutes ses rivales.

## Protection
La cascade d'Ars et sa vallée forment un site naturel classé, d'intérêt pittoresque, depuis le 11 octobre 2018 pour une surface de 1 500 hectares.

## Galerie

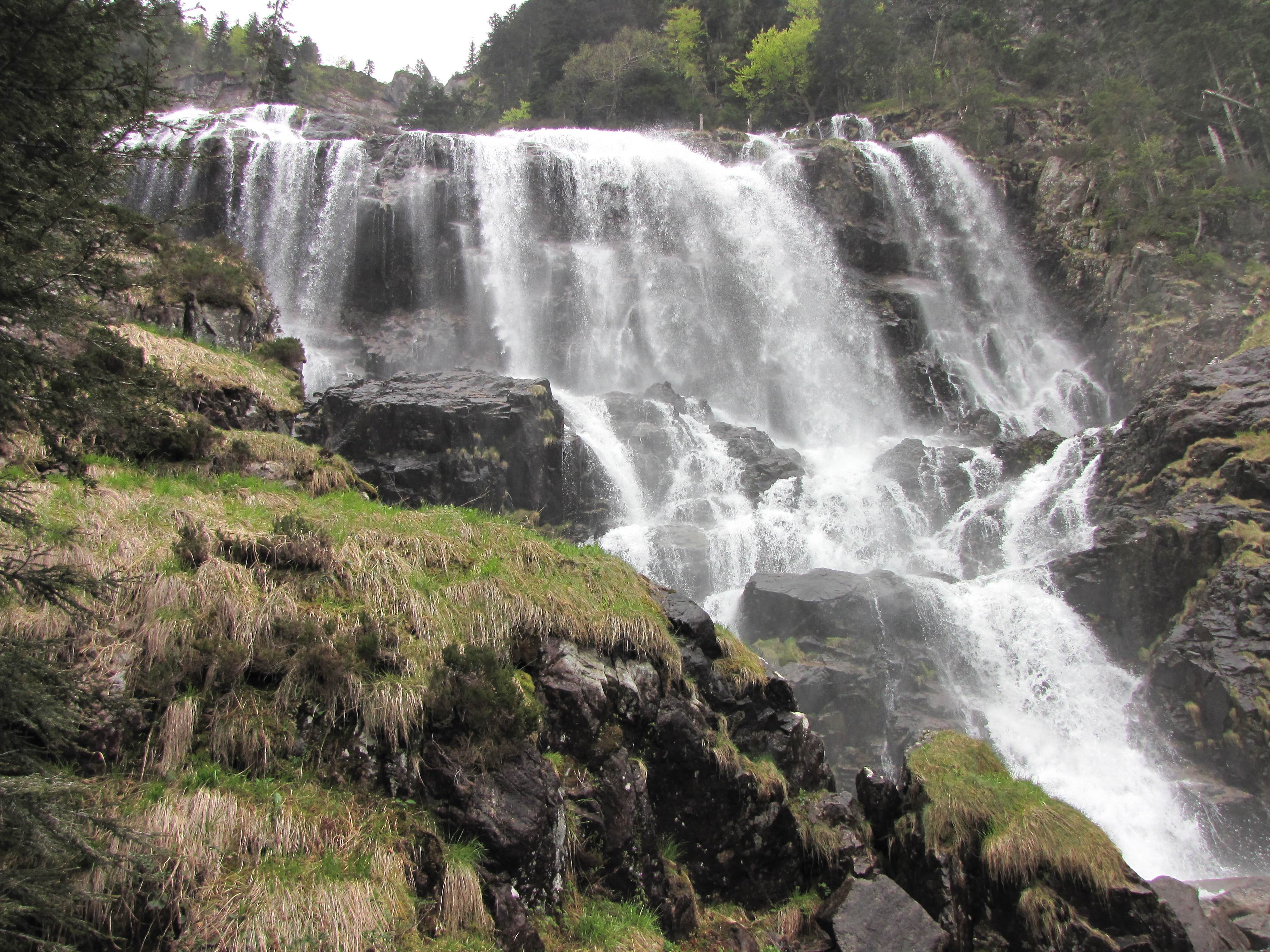
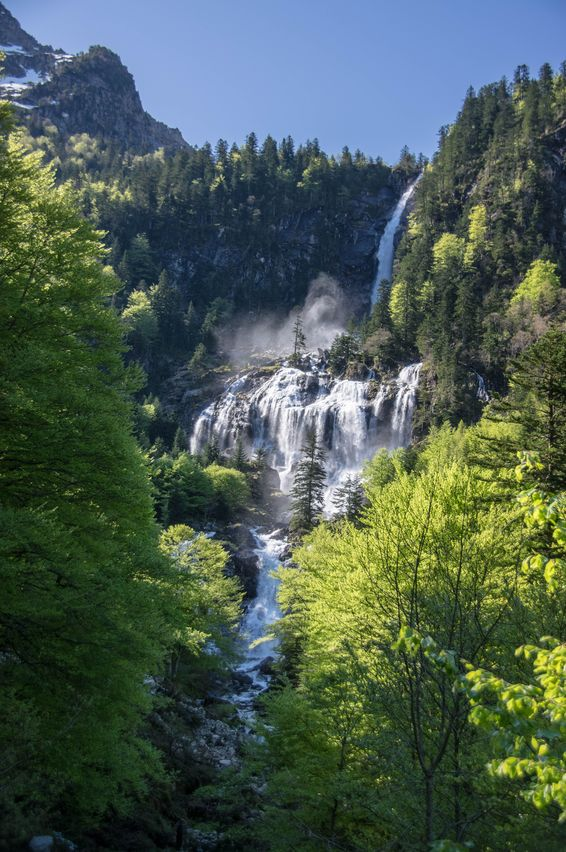
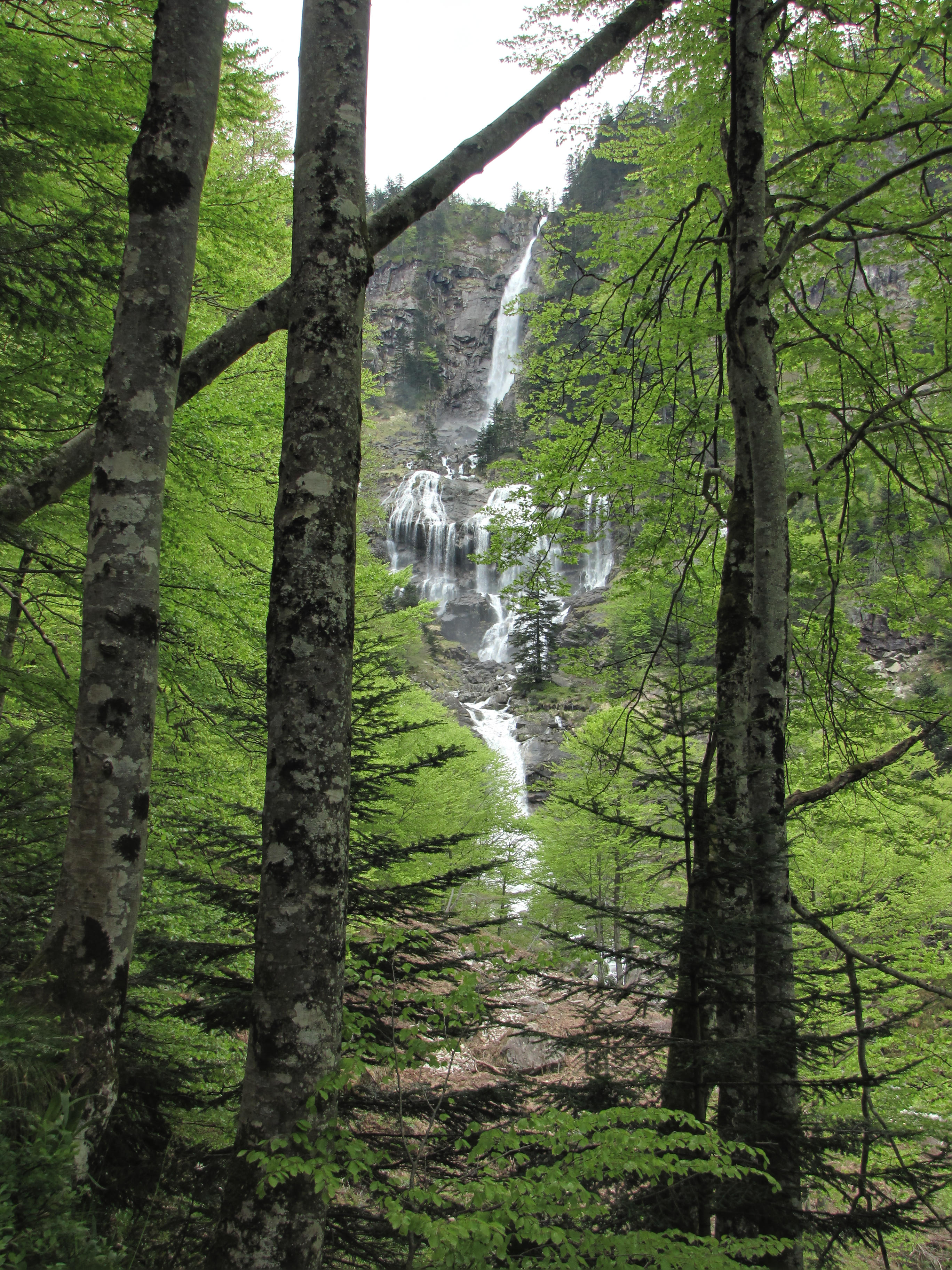
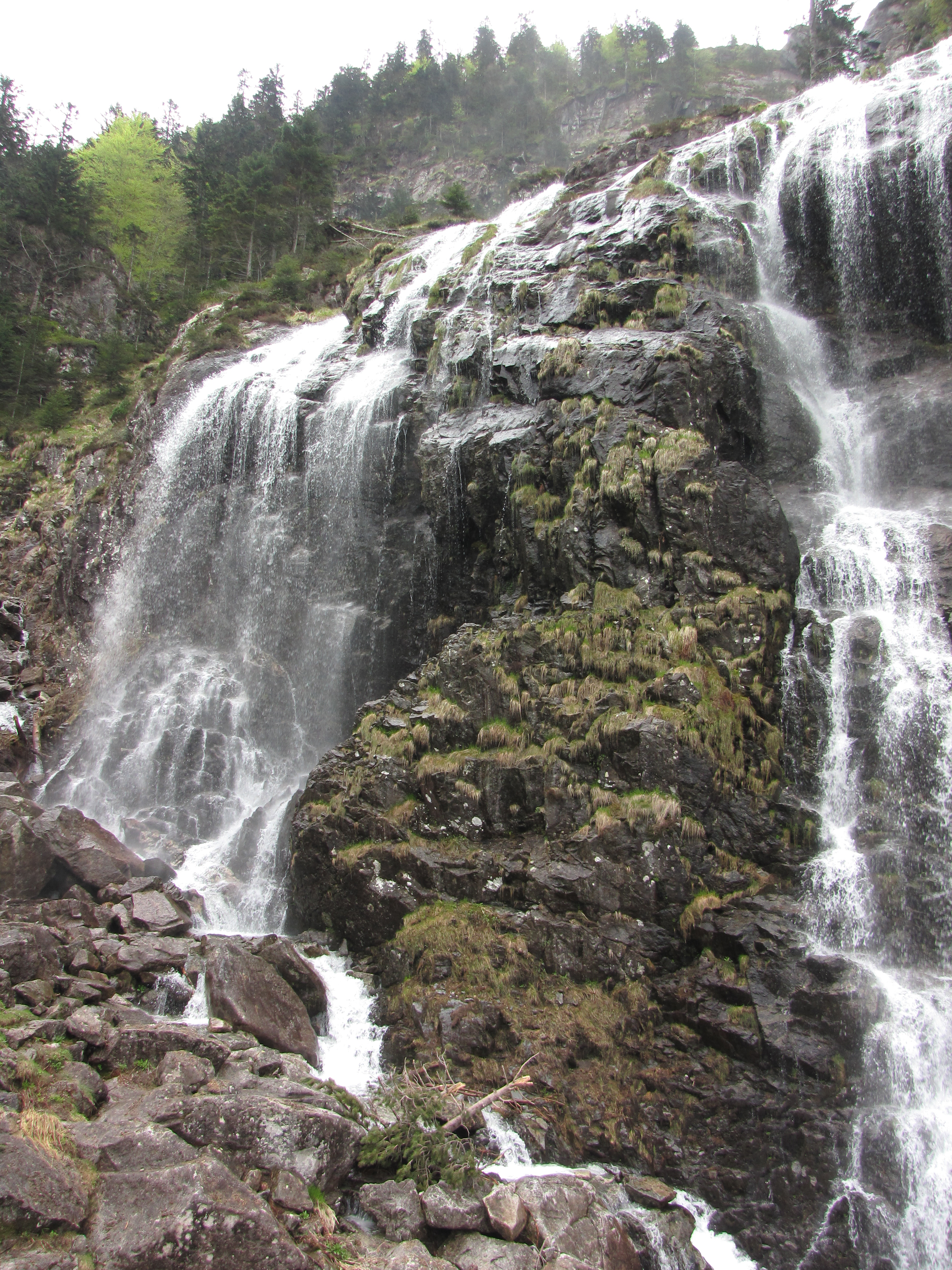
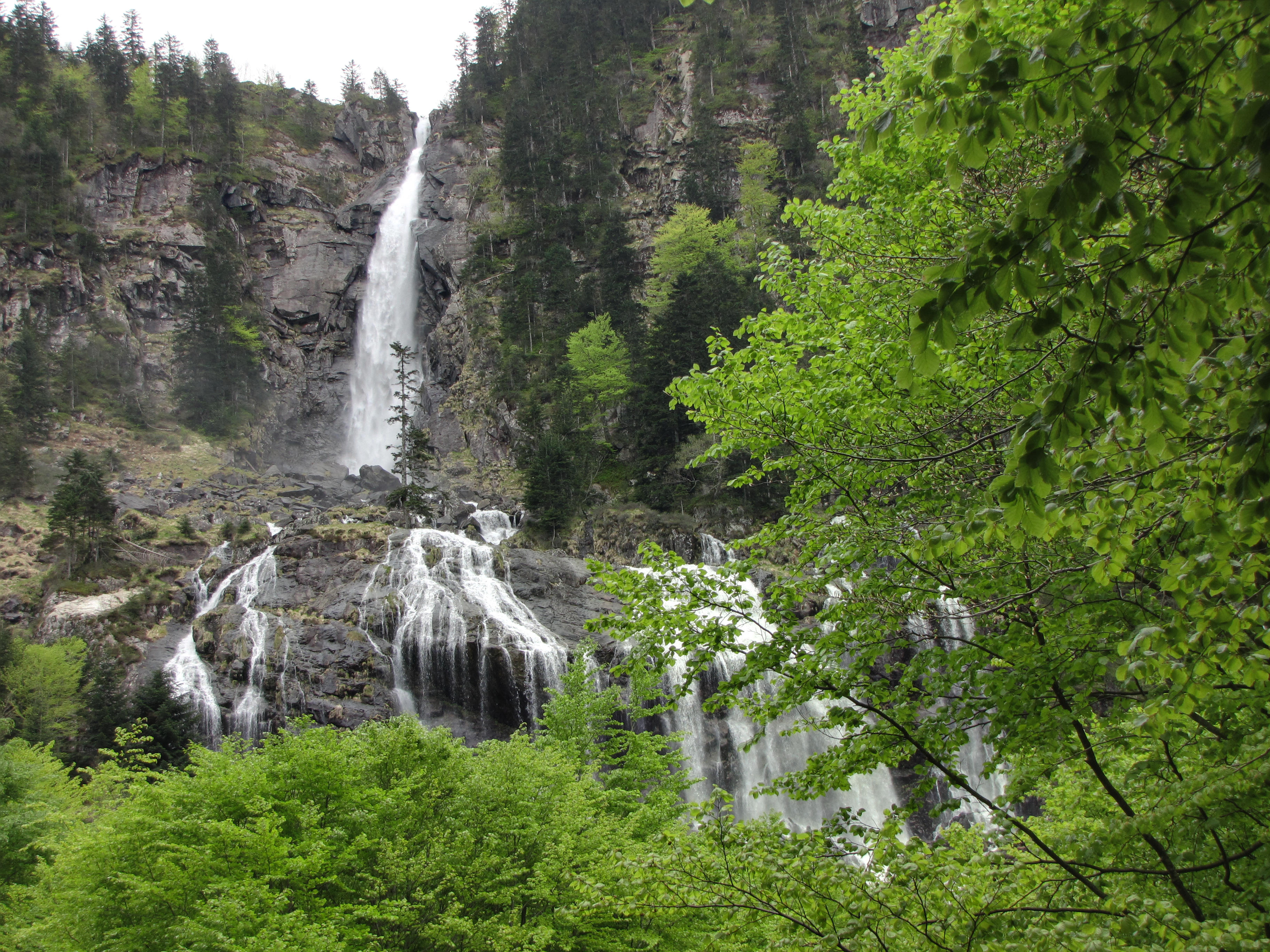